# Représentations diplomatiques de l'Andorre

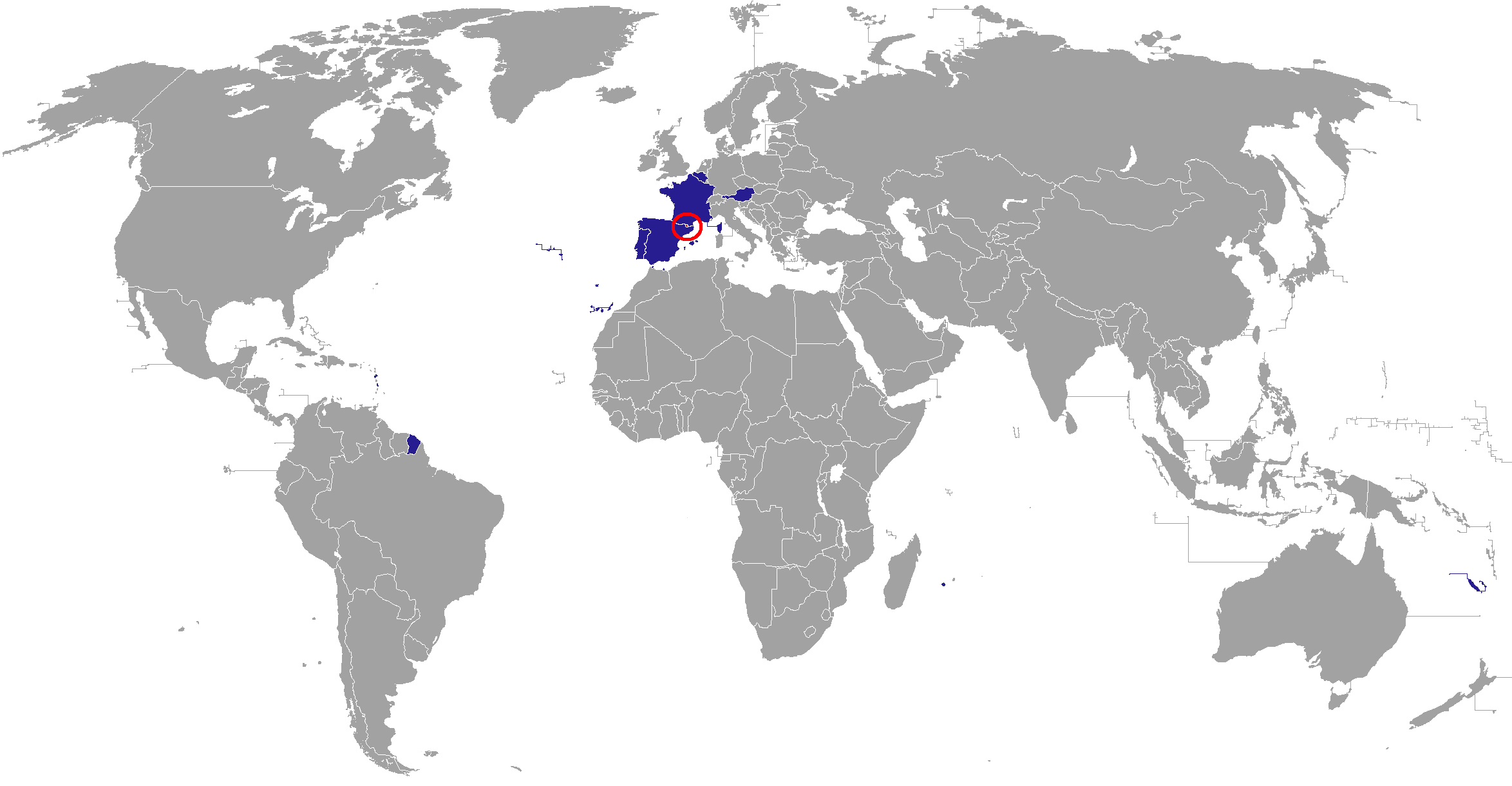
Représentations diplomatiques d'Andorre.

Ceci est une liste des représentations diplomatiques d'Andorre. L'Andorre compte un nombre limité de missions diplomatiques, certaines missions auprès d'organisations multilatérales étant également responsables des pays hôtes. Sa mission à Bruxelles englobe les relations bilatérales avec l'Union européenne, les pays du Benelux et l'Allemagne. La mission andorrane à New York comprend les relations bilatérales avec les États-Unis, le Canada et le Mexique, et représente également l'Andorre aux Nations unies.

## Europe
- Autriche
  - Vienne (ambassade)
- Belgique
  - Bruxelles (ambassade)
- Espagne
  - Madrid (ambassade)
- France
  - Paris (ambassade)
- Portugal
  - Lisbonne (ambassade)

## Organisations internationales
- Conseil de l'Europe
  - Strasbourg (représentation)
- ONU
  - New York (mission permanente)
  - Genève (mission permanente)
- Organisation mondiale du commerce
  - Genève (mission)
- Organisation pour la sécurité et la coopération en Europe
  - Vienne (représentation)
- UNESCO
  - Paris (délégué permanent)
- Union européenne
  - Bruxelles (mission)

## Galerie

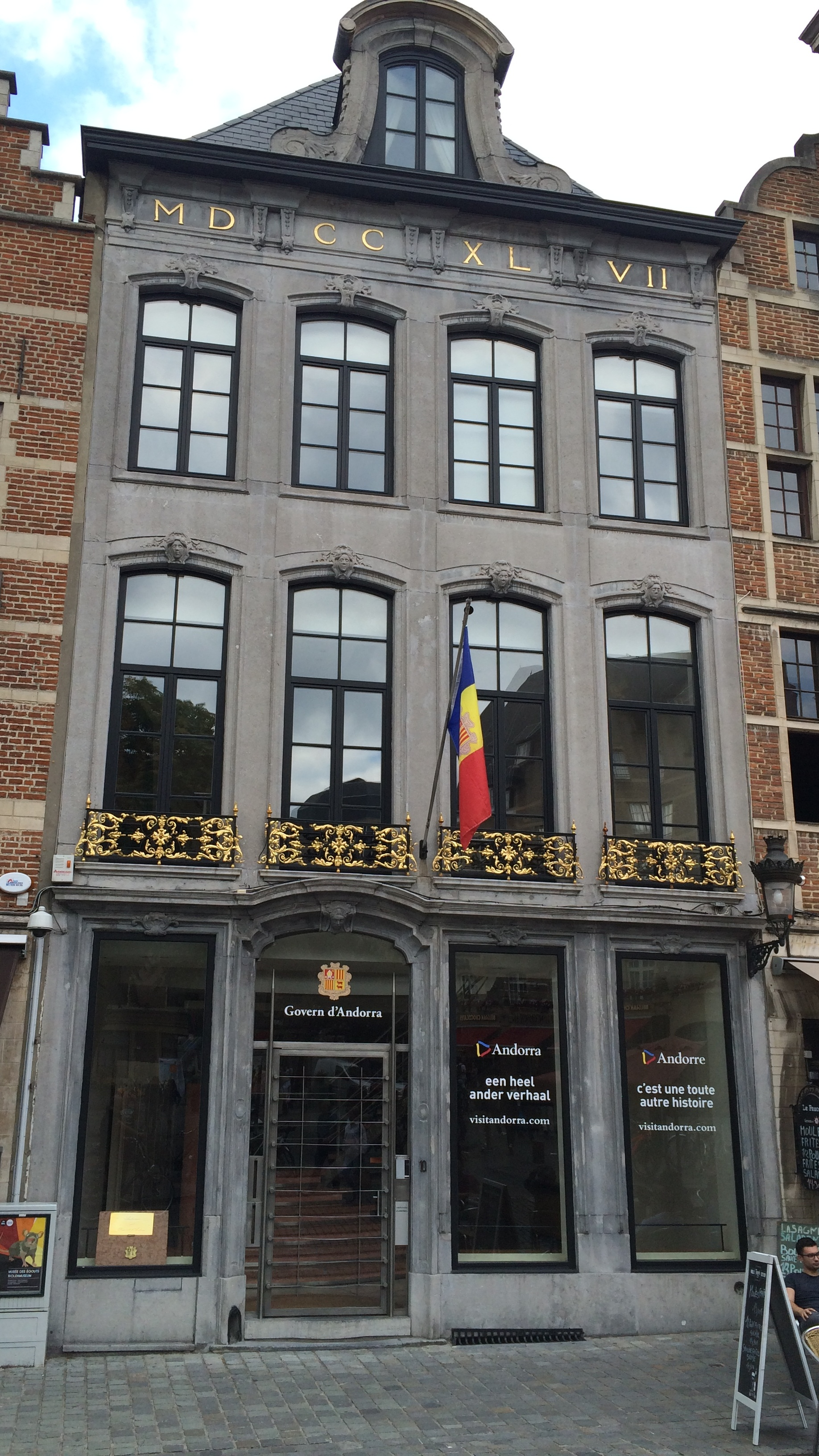
Ambassade à Bruxelles.
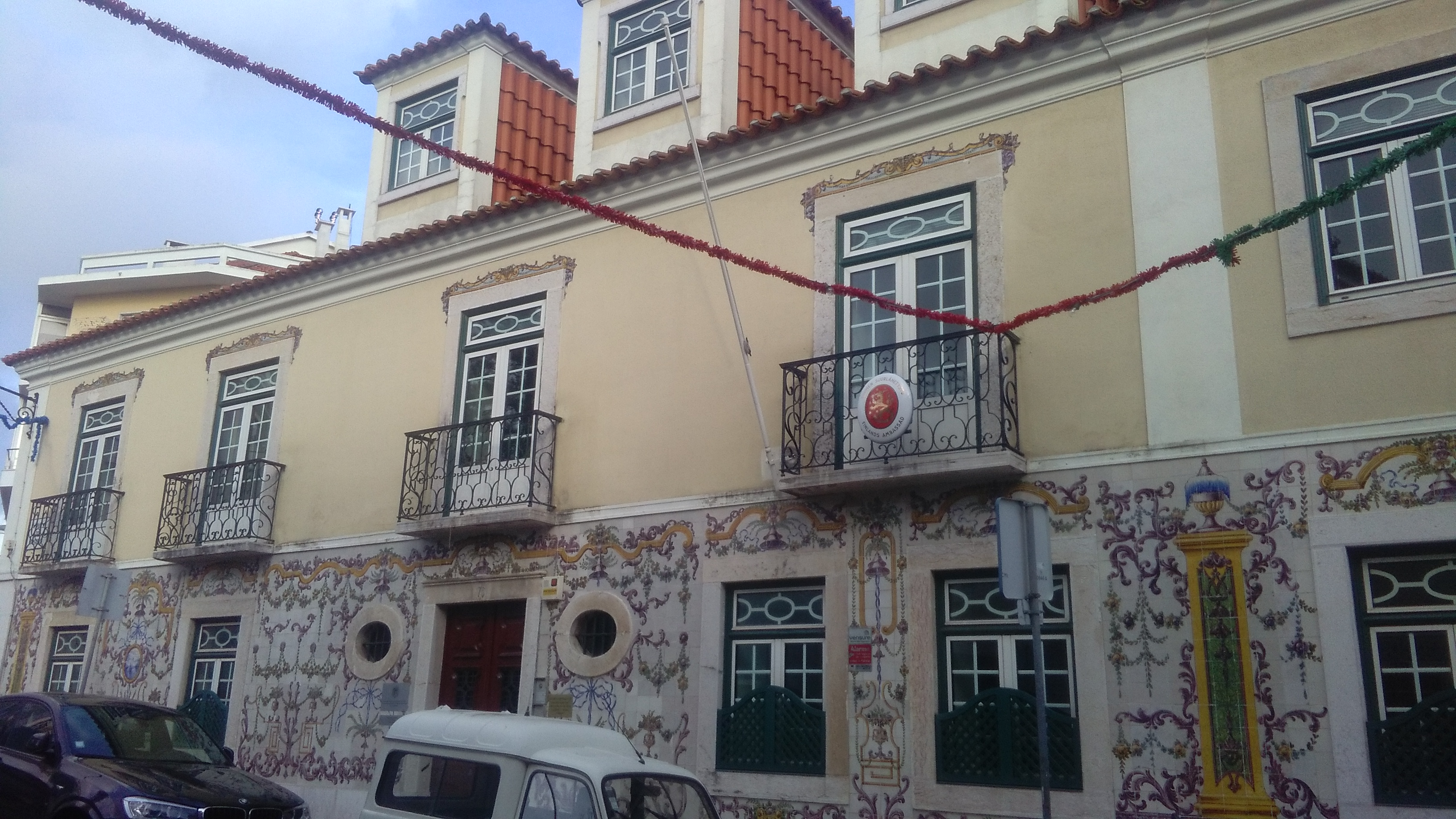
Ambassade à Lisbonne.
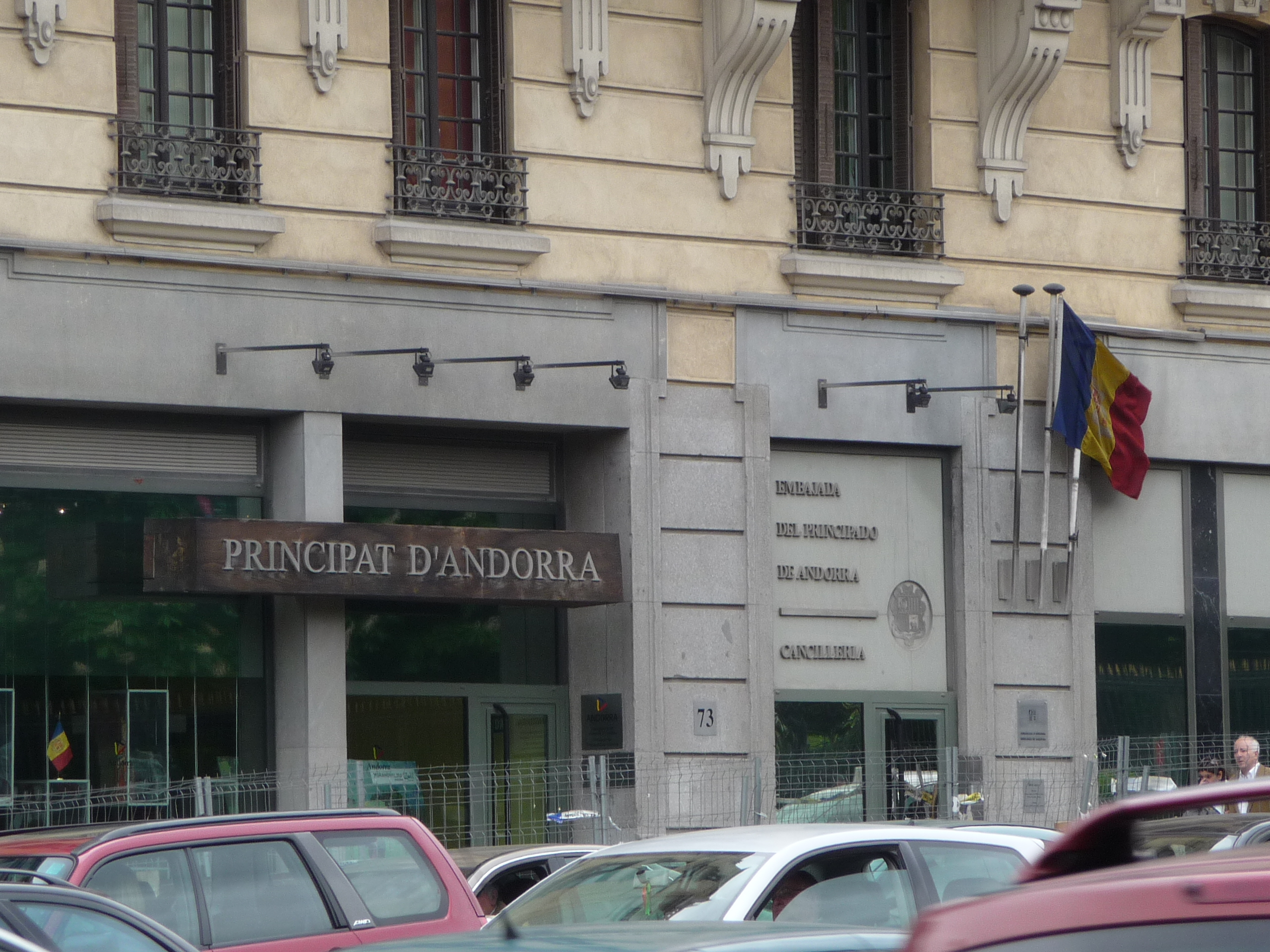
Ambassade à Madrid.
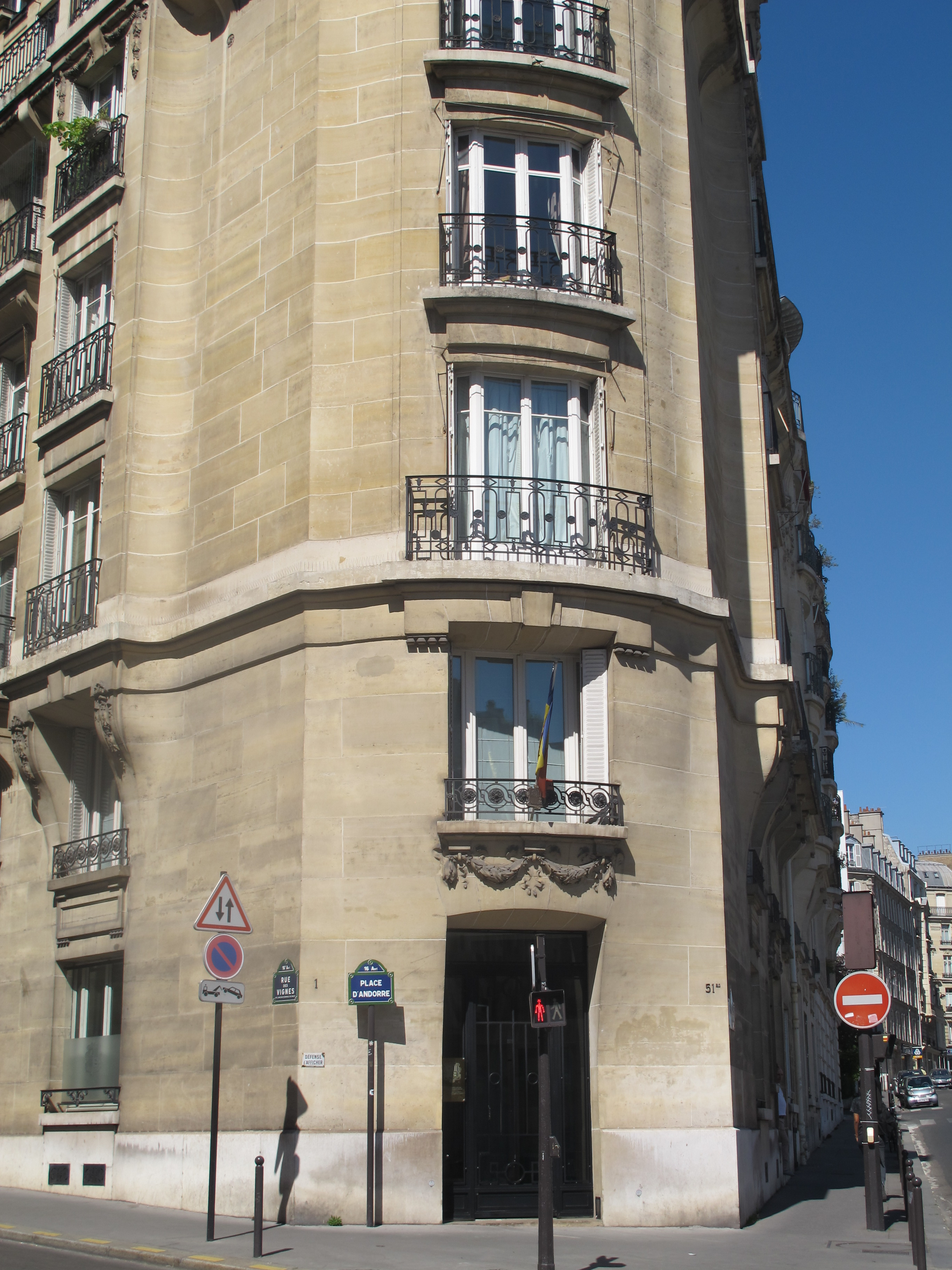
Ambassade à Paris.
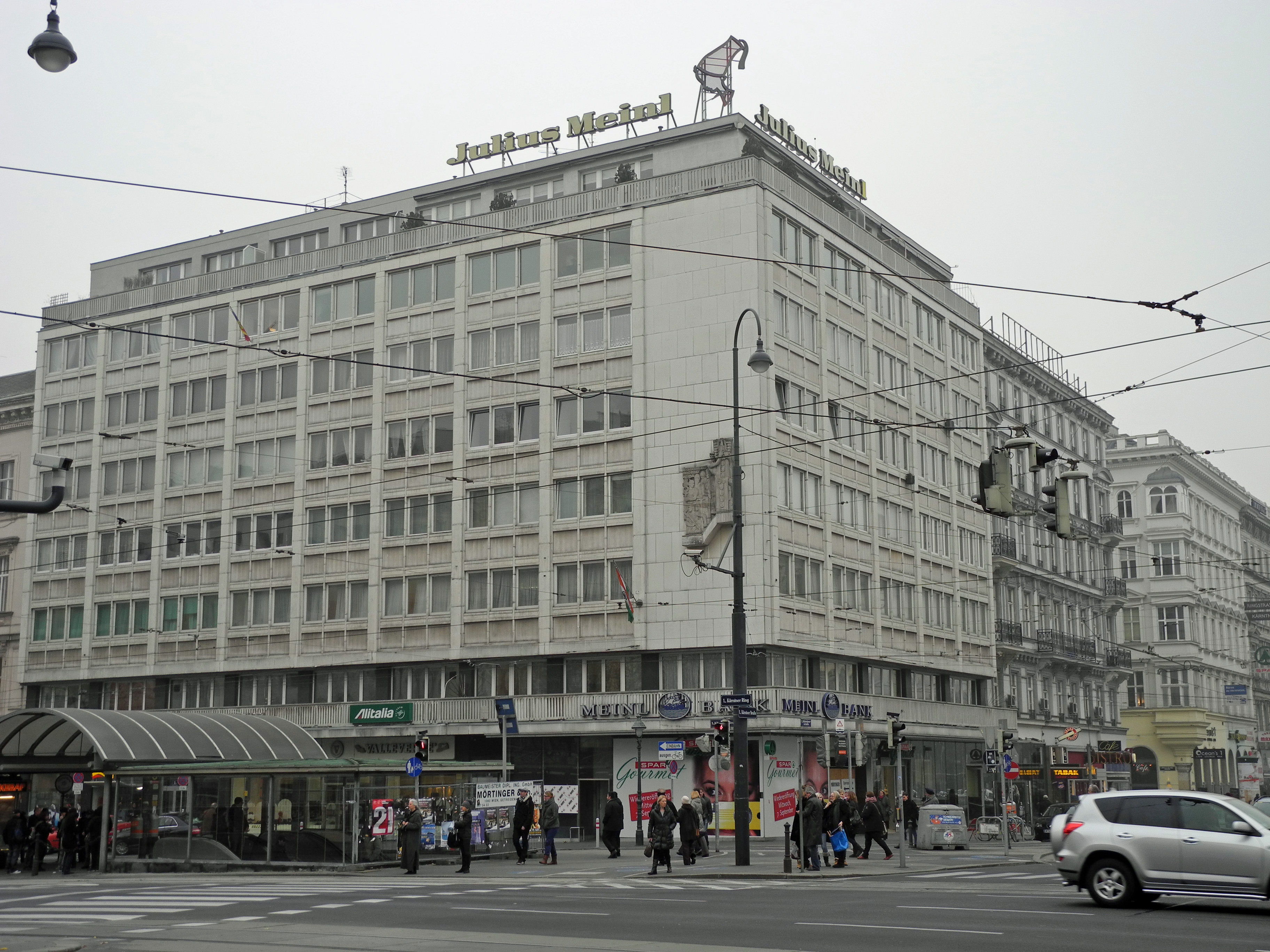
Ambassade à Vienne